# Blue Hawaii (cocktail)
Pour les articles homonymes, voir Blue Hawaii (album).
Blue Hawaii (« Hawaï bleu » en français) est un cocktail de la cuisine hawaïenne / culture Tiki, à base de rhum, de curaçao bleu, de lait de coco, et de jus d'ananas,.

## Historique
Ce cocktail rafraîchissant, variante des Blue Lagoon, Ocean breeze, Blue lady, Ti-punch, Mojito…, est inspiré de la culture Tiki, de l'ambiance, et de la couleur estivale turquoise tropicale des plages d'Hawaii, dans l'océan Pacifique. 

Plages du Hilton Hawaiian Village de Waikiki, de Honolulu, à Hawaï
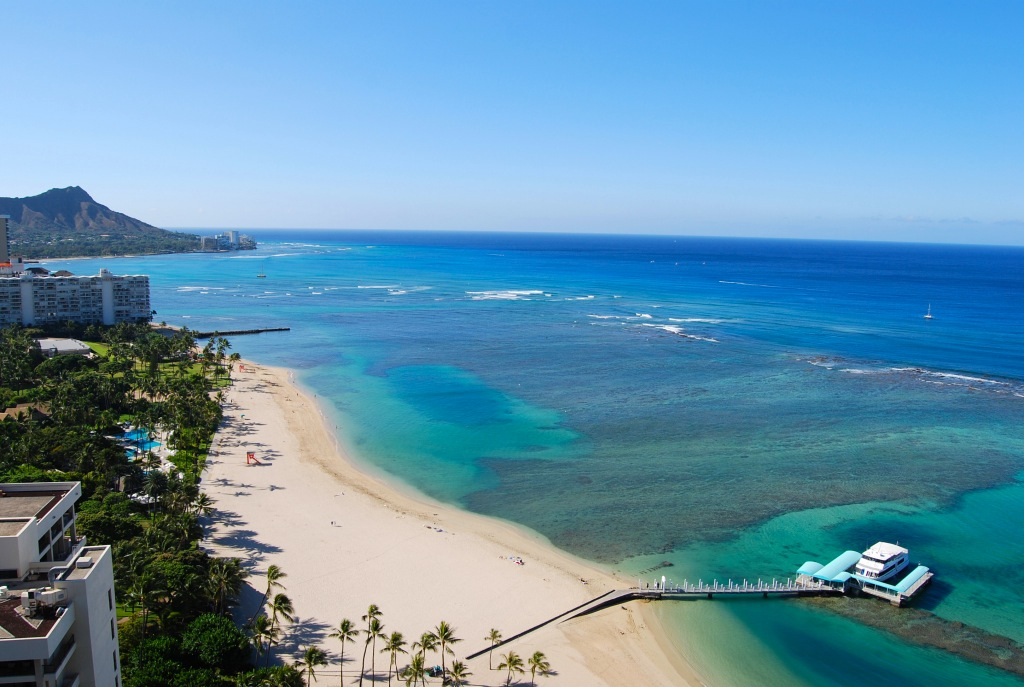
Waikiki, Honolulu, à Hawaï
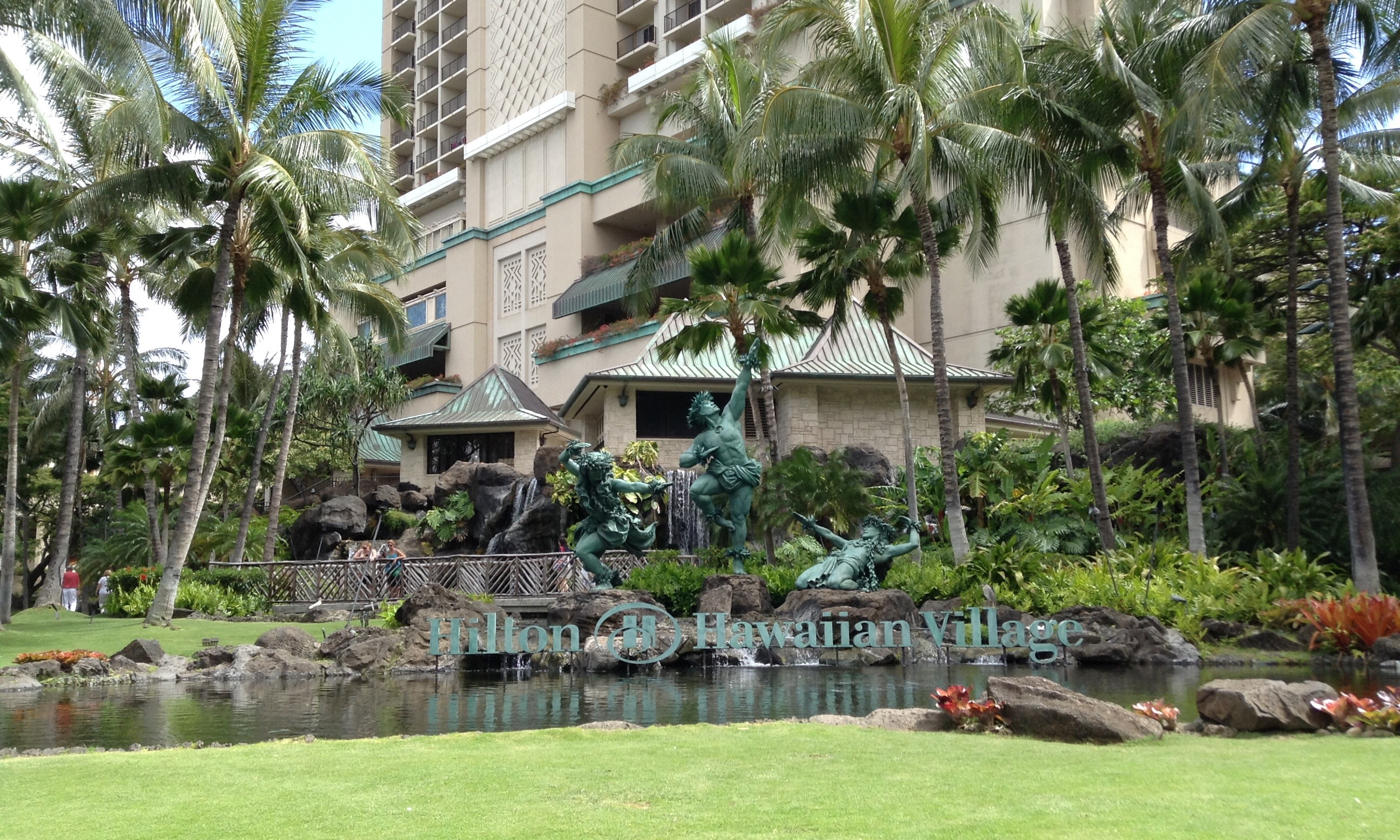
Hilton Hawaiian Village
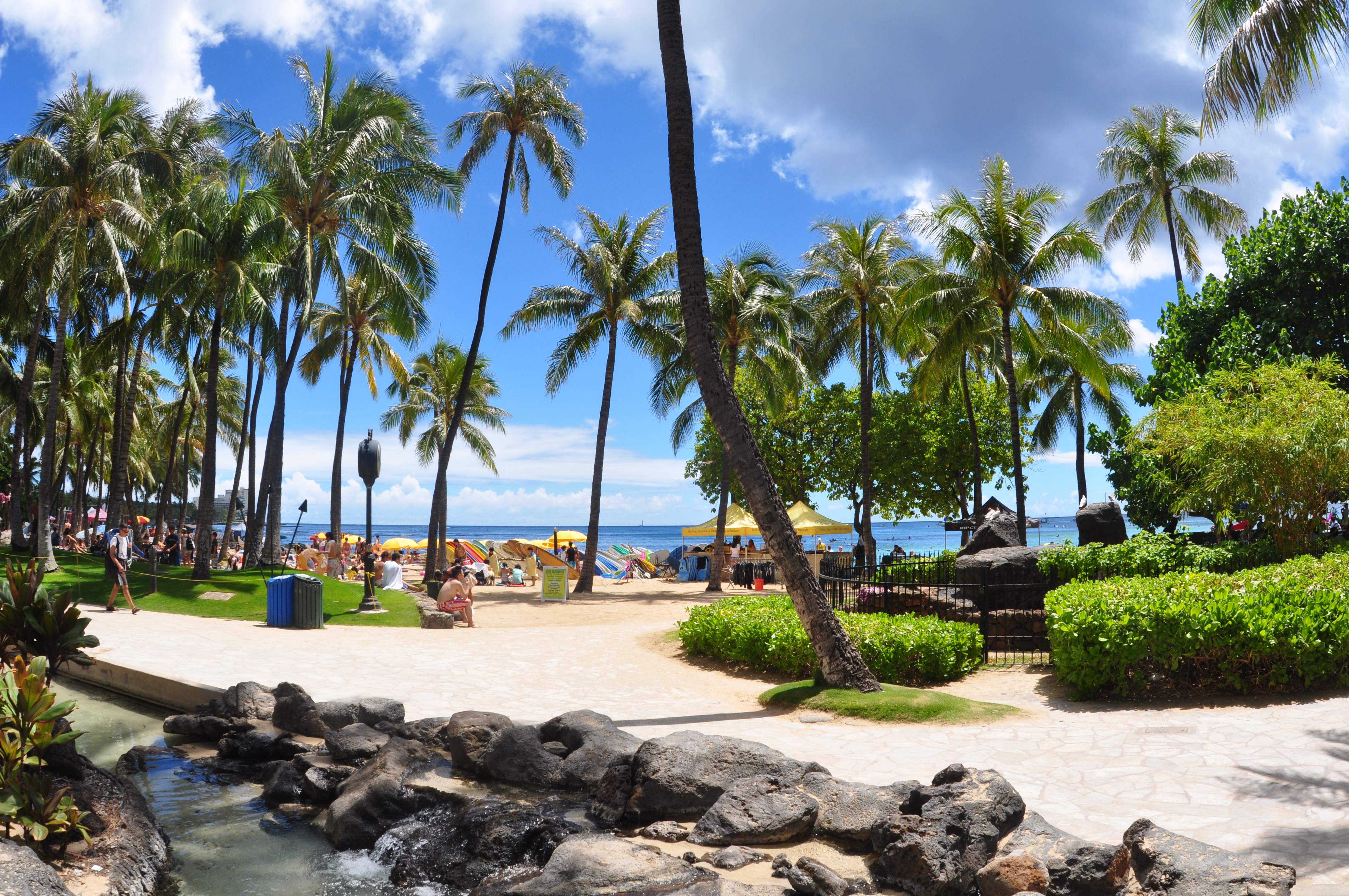
Hilton Hawaiian Village

Il a été inventé en 1957 par Harry Yee, important promoteur de la culture Tiki en tant que célèbre chef barman hawaïen du tiki bar du Hilton Hawaiian Village de Waikiki à Honolulu, capitale de l’île américaine Hawaï.  

## Recette
- 4 mesures de rhum blanc
- 2 mesures de curaçao bleu
- 4 mesures de lait de coco
- 8 mesures de jus d'ananas
- Frapper les ingrédients dans un shaker avec des glaçons
- Servir dans un verre tulipe, avec des glaçons ou de la glace pilée
- Décoration : morceau d'ananas, tranche de citron vert, cerise confite

## Anecdote
Blue Hawaii est également le titre de l'album Blue Hawaii de 1961, du chanteur et acteur américain Elvis Presley (1935-1977), musique de film du film musical Sous le ciel bleu de Hawaï de Norman Taurog, dont Elvis tient le rôle principal. 